# 苞藜
苞藜（学名：Baolia bracteata），为藜科苞藜属下的一个植物种。